# Vlasina Stojkovićeva
Vlasina Stojkovićeva (cirill betűkkel Власина Стојковићева) egy falu Szerbiában, a Pcsinyai körzetben, Surdulica községben.

## Népesség
- 1948-ban 1 359 lakosa volt.
- 1953-ban 1 279 lakosa volt.
- 1961-ben 1 084 lakosa volt.
- 1971-ben 764 lakosa volt.
- 1981-ben 489 lakosa volt.
- 1991-ben 287 lakosa volt
- 2002-ben 252 lakosa volt,[1] akik közül 251 szerb (99,6%) és 1 ismeretlen.[2]